# 伏波山

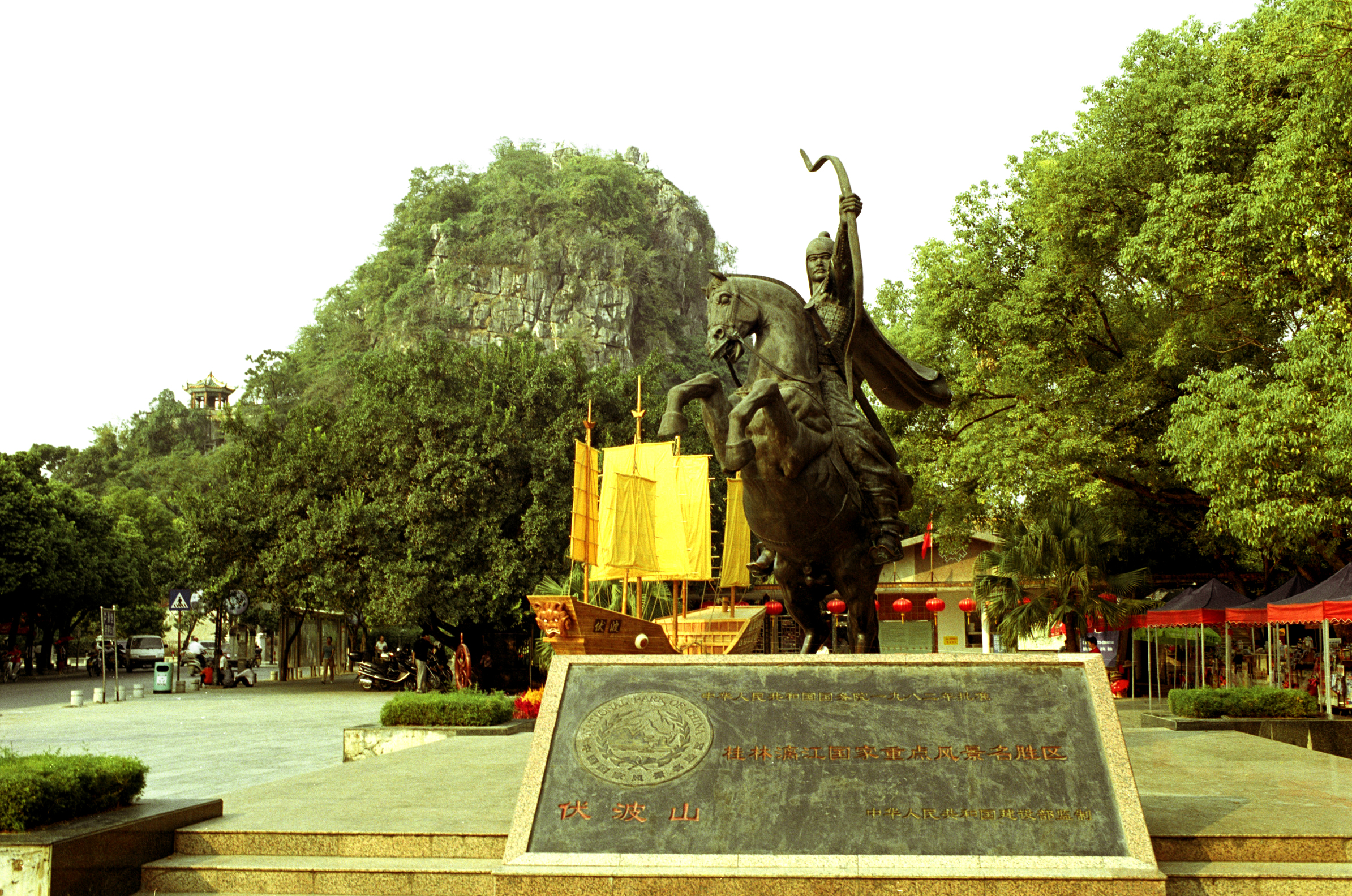
伏波山景區

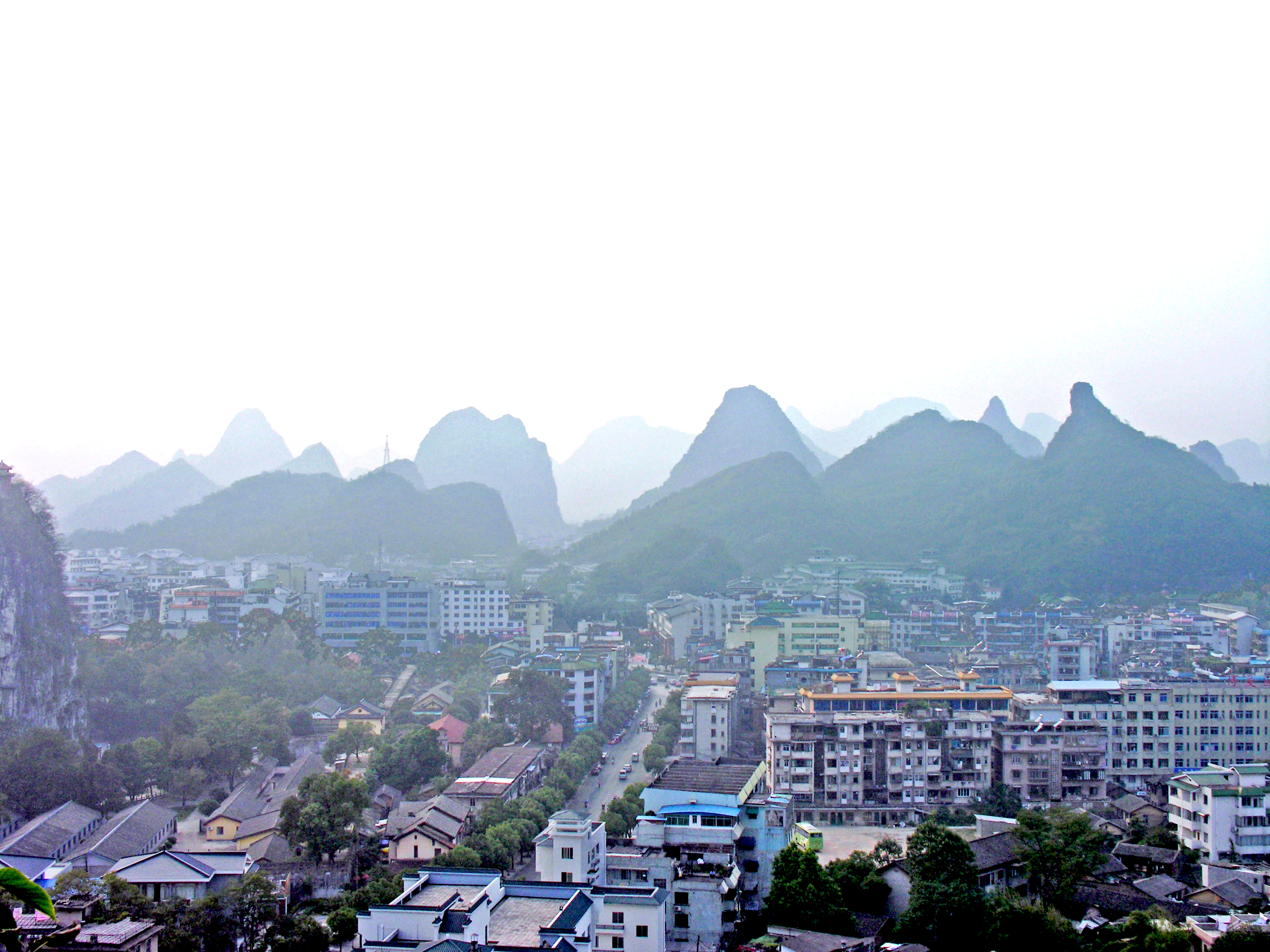
由山頂眺望

伏波山位于广西桂林市区中部偏东北，叠彩山以南的漓江西畔，沿滨江路往北可达。（唐代）山上曾建新息侯祠（伏波将军马援爵号），又因漓江丰水期时江水至此受阻而伏波而下，山因此得名。
伏波山孤峰耸立、峭拔挺坚，有遏阻回澜之势，一半枕于陆地，一半插入水面，山并不高，大概63米，宽60米，海拔213米。
为了开发伏波山的旅游资源建伏波公园。

## 景点
伏波山下有伏波将军马援的铜像，将军怒射，马蹄凌空。游人一般在次留影为念。山上有还珠洞（又名伏波岩）、 珊瑚洞、千佛岩（即千佛洞）、千人锅、大铁钟还有唐宋以来的石刻文物。

### 还珠洞
还珠洞位于伏波山的山腹，主洞口向南，三面穿透，曲折通幽。相传，古有一老渔翁在此洞拾得一龙珠，海龙王大怒，官府知道后立即命渔翁归还，方使太平。后人因此而给山取命。
洞内有试剑石，珊瑚岩（临江北向的一小岩 ）、千佛岩（与还珠洞相连）。洞高2米，内高5米左右，宽7米左右，总长达127米，洞底面积约612平方米。洞的形成距今约大约1万年。
洞壁石刻甚多，其中有唐代佛像、宋代画像等。

## 历史
伏波将军马援乃汉代名将。东汉建武十八年（公元42年），交趾郡征氏姐妹武装反抗东汉政权，光武帝派马援出兵。马援回途时“则为郡县治城郭，穿渠灌溉以利其民”（《后汉书·马援列传》），人们为了纪念他而修祠。